# Birgitta Ahlqvist
Birgitta Ahlqvist, née le 16 mai 1948 à Byske, est une femme politique suédoise.
Membre du Parti social-démocrate suédois des travailleurs, elle siège au Riksdag de 1994 à 1995 et de 1998 à 2006 et au Parlement européen de 1995 à 1998.